# تشنارو (قلعة أصغر)
تشنارو (بالفارسية: چنارو) هي قرية تقع في إيران في ناحية لاله زار.